# تپه قادلی ورازان
تپه قادلی ورازان مربوط به دوران‌های تاریخی پس از اسلام است و در شهرستان تاکستان، ۳ کیلومتری جاده افچه کند به قره واقع شده و این اثر در تاریخ ۲۵ اسفند ۱۳۷۸ با شمارهٔ ثبت ۲۶۲۸ به‌عنوان یکی از آثار ملی ایران به ثبت رسیده است.